# Stuttgart Scorpions

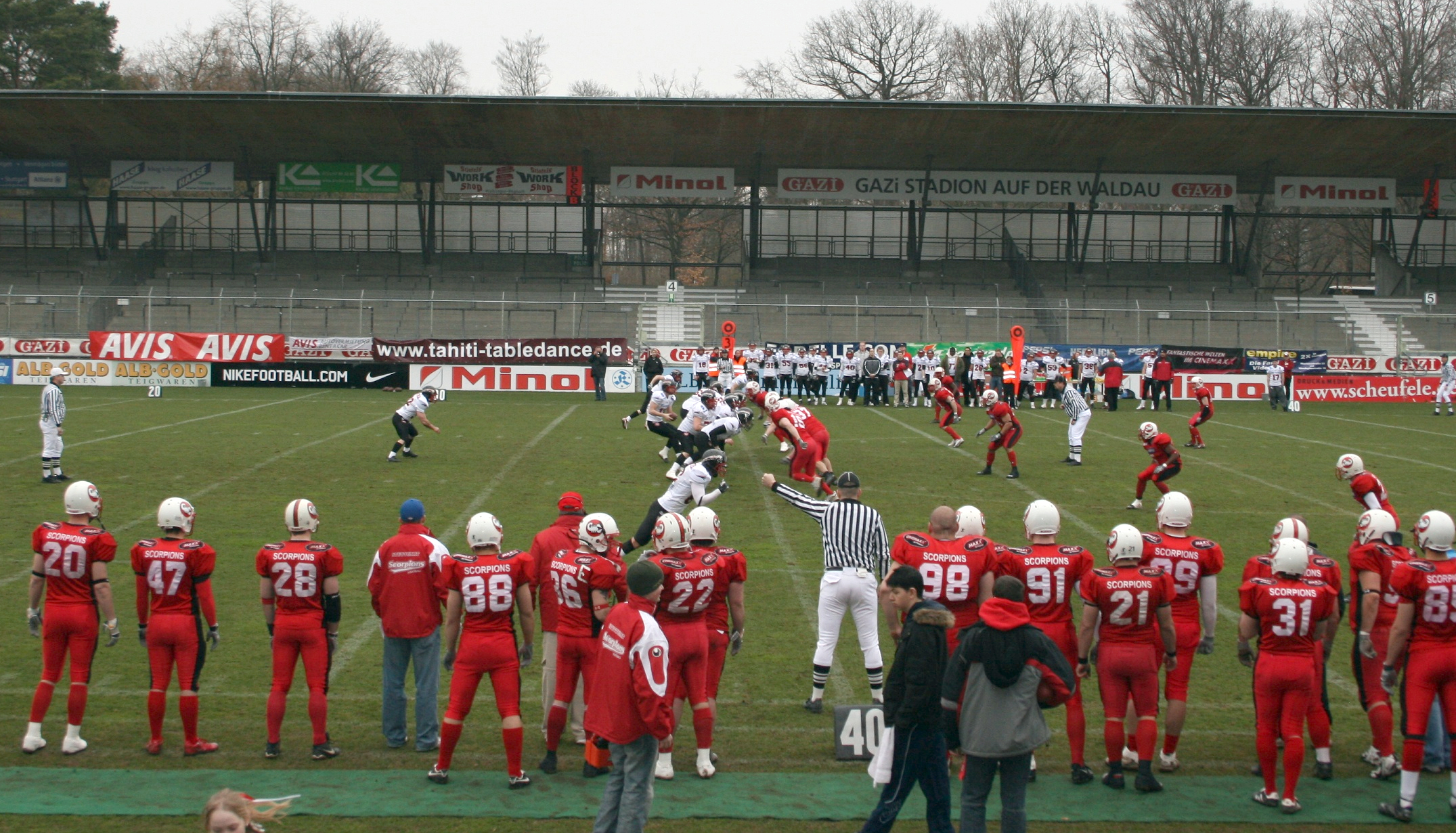
Freundschaftsspiel der Scorpions gegen die Düsseldorf Panther

Die Stuttgart Scorpions sind ein Verein für American Football aus Stuttgart. Das Frauenteam wurde 2022 deutscher Meister. Die angehängte Männerabteilung stellte lange Jahre ein Team in der höchsten Spielklasse, der German Football League. Ab der Saison 2025 spielt das Herrenteam in der Oberliga.

## Geschichte
Die Stuttgart Scorpions wurden 1982 von Harold Kienitz als zweiter Footballclub in Stuttgart nach den bereits 1980 gegründeten Stuttgart Stallions ins Leben gerufen. Später kamen noch die Büsnau Bats dazu.
1985 gelang den Scorpions der Aufstieg in die 1. Bundesliga, wo sie zwei Jahre verblieben. Nach dem Abstieg 1987 wurden die Scorpions 1990 Meister der zweiten Bundesliga-Süd, konnten infolge einer Ligareform jedoch nicht aufsteigen. Dafür organisierten die Scorpions in Leipzig das erste American-Football-Spiel in der damals noch existierenden DDR und gewannen vor über 11.000 Zuschauern gegen den Erstligisten Badener Greifs.
1991 gelang den Scorpions der erneute Aufstieg in die erste Liga. Zudem erlebten 4000 Zuschauer im Waldaustadion den ersten Stuttgarter Allstarbowl gegen eine Collegeauswahl unter der Leitung von Ex-NFL-Coach Sam Rutigliano (Cleveland Browns, zweimal NFL Coach of the Year Award). 1992 konnte die erste Klasse nicht gehalten werden.
In der zweiten Bundesliga-Mitte 1993 wurden die Scorpions hinter den Frankfurt Gamblers, die sie einmal knapp schlagen konnten, Vizemeister. Die Gamblers scheiterten an der Aufstiegsrelegation, wechselten aber 1994 in eine Europaliga, womit die Scorpions den erneuten Aufstieg ins Oberhaus schafften, die heutige German Football League. Dort sind sie seit 1995 durchgehend vertreten, nur die Braunschweig Lions sind ein Jahr länger dabei.
Nachdem Harold Kienitz Ende 1996 als Vorsitzender zurückgetreten war, landeten die Scorpions 1997 auf dem letzten Platz der GFL-Süd. In zwei Relegationsspielen gegen den damaligen Zweitligameister Saarland Hurricanes schafften sie jedoch souverän den Klassenerhalt.
In der Saison 1998 wurden die Scorpions überraschend Meister der Süd-Gruppe der Bundesliga und bezwangen die Kiel Baltic Hurricanes im Play-off-Viertelfinale, bevor sie gegen die Hamburg Blue Devils vor 4200 Zuschauern im Halbfinale ausschieden.
In der Saison 2001 erreichten die Scorpions nach einem Sieg über die Düsseldorf Panther das Play-offs-Halbfinale, was ihnen in der Saison 2002 durch einen Viertelfinalsieg gegen die Cologne Crocodiles abermals gelang.
In der Saison 2006 erreichten die Scorpions das Halbfinale durch einen Sieg gegen die Dresden Monarchs, mussten sich dort aber den Braunschweig Lions geschlagen geben.
Der German Bowl XXIX, die 29. Ausgabe des Endspiels der höchsten deutschen Footballliga, wurde 2007 an das Stuttgarter Gazi-Stadion auf der Waldau vergeben, die Heimspielstätte der Scorpions unter dem Fernsehturm. In der Saison 2007 wurden die Scorpions zum zweiten Mal nach 1998 Meister der GFL-Süd und schlugen die Hamburg Blue Devils im Play-offs-Viertelfinale. Durch einen dramatischen Halbfinalsieg gegen die Berlin Adler erreichten die Scorpions 2007 erstmals das Finale um den German Bowl. Dort hatten zuletzt kaum Süd-Mannschaften gespielt, der letzte Süd-Sieg datierte gar von 1993. Das Finale verloren die Scorpions am 6. Oktober 2007 vor heimischer Kulisse und 8152 Zuschauern gegen die Braunschweig Lions mit 27:6.
In der Saison 2008 belegten die Scorpions den zweiten Platz in der Gruppe Süd, nachdem sie diese lange angeführt hatten, und empfingen im Viertelfinale wieder die Berlin Adler, schieden diesmal aber nach einem 6:9 aus den Play-offs aus. In der Folgesaison belegten die Scorpions den dritten Platz in der Gruppe Süd und schieden erneut im Viertelfinale, diese Mal bei den Kiel Baltic Hurricanes, aus den Play-offs aus. Auch in der Saison 2010 war nach einem vierten Platz in der Gruppe Süd im Viertelfinale bei den Kiel Baltic Hurricanes Schluss. Dabei verloren die Stuttgarter beim späteren German-Bowl-Sieger nur knapp mit 21:23.
In der Saison 2011 belegten die Scorpions den dritten Platz in der Gruppe Süd. Im Viertelfinale bei den Mönchengladbach Mavericks führten die Scorpions im zweiten Viertel mit 17:6, musste sich am Ende aber mit 17:43 geschlagen geben. Auch ein Jahr später erreichten die Scorpions wieder die Play-offs und stellten einen Rekord mit 15 Play-off-Teilnahmen in Folge auf. Diese Serie endete in der Saison 2013 durch einen 6. Platz in der Südgruppe.
Im Jahr 2019 debütierte Jakob Johnson, der aus Stuttgart stammt und in seiner Jugend für die Scorpions spielte, für die New England Patriots in der National Football League (NFL).
Nachdem die Saison 2020 aufgrund der COVID-19-Pandemie ausgefallen war, begann die Saison 2021 für Stuttgart abseits des Feldes mit Kontroversen. Die neue European League of Football hatte beschlossen, in Stuttgart ein Team an den Start gehen zu lassen, und ursprünglich war vorgesehen, dass dafür die Scorpions „umziehen“ würden, so wie es die Wroclaw Panthers getan hatten und wie es für die ELF 2022 die österreichischen Vertreter Tirol Raiders und Vienna Vikings tun sollten. Letztlich war aber die Mehrheit der Vereinsmitglieder dagegen und so trat ein neugegründetes Team unter dem Namen Stuttgart Surge in der Konkurrenzliga an, während die Scorpions für die GFL meldeten. Allerdings gelang es der Surge unter Head Coach Martin Hanselmann etliche Spieler – sogar einige, die erst für die ausgefallene Saison 2020 nach Stuttgart gewechselt waren „abzuwerben“ und folglich war letztlich ein kaum konkurrenzfähiges Team auf dem Platz. Somit war klar, dass es in dieser Saison wohl nur gegen den Abstieg gehen würde und die einzige realistische Hoffnung für Stuttgart, den Klassenerhalt zu sichern, bestand darin, die Frankfurt Universe, welche ebenfalls große Teile ihres Kaders Richtung ELF (in dem Fall an die Frankfurt Galaxy) verloren hatte, auf die Plätze zu verweisen. Zwar gelang dies im einzigen Aufeinandertreffen der beiden Teams (anders als sonst üblich war aufgrund von Corona der Spielplan verkürzt worden, so dass einige Teams im Süden nur ein- anstatt zweimal aufeinander trafen) durch einen 55:20-Heimsieg der Stuttgarter, doch blieb dies auch der einzige Saisonsieg bei zehn Spielen insgesamt, von denen neun verloren gingen. Allerdings gelang den Frankfurtern in ihrem letzten Spiel der Saison unerwartet ein Auswärtssieg bei den ersatzgeschwächten Marburg Mercenaries. Nichtsdestotrotz wären die Stuttgarter weiterhin in der Tabelle vor den Frankfurtern gewesen, da bei gleicher Bilanz in der GFL der direkte Vergleich zählt – und jenen hatte Stuttgart ja für sich entschieden. Allerdings war das geplante Heimspiel der Frankfurter gegen die Allgäu Comets nicht zustande gekommen, da den Allgäuern kurzfristig die SARS-CoV-2-Infektion eines Frankfurter Spielers bekannt geworden war. Infolgedessen sagte man seitens der Comets das Spiel ab. Der AFVD wertete dies letztlich als nicht-abgesprochene Spielabsage seitens der Comets und wertete das Spiel als Sieg der Frankfurter, wodurch deren Bilanz bei zwei Siegen und acht Niederlagen besser war als die der Scorpions. Ein Einspruch der Comets war letztlich erfolglos. Dadurch am „grünen Tisch“ auf den letzten Platz durchgereicht – die endgültige Entscheidung, das Spiel nicht zu wiederholen fiel erst nach dem letzten Saisonspiel der Stuttgarter – hätte Stuttgart in der Relegation gegen den Meister der GFL2 Süd, die Straubing Spiders antreten müssen.  Es gelang jedoch nicht, einen spielfähigen Kader für die Relegationsspiele zu organisieren, so dass Stuttgart die Relegation absagte und somit den Weg in die zweite Liga ging.
Nachdem man 2022 in der Südstaffel der GFL2 den drittletzten Platz belegt hatte, war 2023 nach einer Auftaktserie von sieben Niederlagen der Abstieg in die drittklassige Regionalliga bereits drei Spiele vor Saisonende besiegelt.  Im letzten Spiel konnte gegen Mitabsteiger Bad Homburg immerhin noch ein Sieg für die Statistik erzielt werden.
In der Saison 2024 traten die Scorpions in der Regionalliga an. Nachdem sie sich seit ihrem Bestehen stets in einer der beiden höchsten Ligen befanden, bedeutet dies einen historischen Tiefstand.  Mit einer deutlichen 33:0-Niederlage misslang der Saisonstart erneut. In der restlichen Saison konnten nur zwei Spiele gewonnen werden. Die 24:0-Niederlage bei den Reutlingen Eagles besiegelte den Abstieg in die viertklassige Oberliga aus Baden-Württemberg.

## Scorpions Sisters
Die Stuttgart Scorpions Sisters, die Damenmannschaft des Vereins, wurde 2002 gegründet und spielte zunächst nur Freundschaftsspiele. Mit der Neugründung der 2. Damenbundesliga (DBL2) im Jahr 2008 trat sie dieser unmittelbar bei und ist seitdem mit wenigen Unterbrechungen Teil des deutschen American-Football-Ligasystems für Frauen.
Zur Saison 2008 der Damenaufbauliga, wie die DBL2 anfangs hieß, gibt es allerdings nur lückenhafte Nachweise. Bis einschließlich der Saison 2011 beendeten die Sisters die Spielzeiten nur auf einem Platz in der zweiten Tabellenhälfte, womit ihnen die Teilnahme an den Play-offs und damit Aufstiegsmöglichkeit in der 1. Bundesliga (DBL) verwehrt blieb.
Ab der Saison 2012 kam es zum ersten Leistungsanstieg der Sisters, der ihnen mit einer perfekten Saison zunächst den Gruppensieg bescherte. Nach einem 66:0 im Halbfinale gegen die Braunschweig Lady Lions standen sie im Finale den Wolfenbüttel Black Widows gegenüber. Obwohl sie diese ebenfalls ohne Gegenpunkte mit 36:0 besiegen konnten und sich den Zweitligameistertitel sichern konnten, entschieden sich die Sisters gegen einen Aufstieg in die DBL.
Mit der Saison 2013 schlossen die Sisters zunächst an ihren Vorjahreserfolg an und errangen erneut ungeschlagen den Gruppensieg. Im Halbfinale standen sie ebenfalls wie im Vorjahr den Braunschweig Lady Lions gegenüber, die zwar weniger deutlich, aber dennoch mit 14:6 besiegt werden konnten. Als Kontrahenten aus der Gruppe Nord qualifizierten sich die ebenfalls ungeschlagenen Cologne Falconets für das Finale gegen die Sisters. Mit einem Endstand von 6:36 schafften es die Sisters nicht, ihren Titel zu verteidigen.
Im darauffolgenden Jahr wurde zwar keine Mannschaft für das Ligasystem der Frauen seitens Stuttgart gemeldet, die Abwesenheit der Sisters dauerte allerdings nur kurz an und sie kehrten schon zur Saison 2015 zurück. Auch wenn diese Spielzeit sieglos auf dem letzten Gruppenplatz beendet wurde, stiegen die Sisters zusammen mit dem Rest ihrer Gruppe in die DBL auf, da diese vergrößert werden sollte. Den Sisters kam dieses Glück nur zu, da die Vizemeisterinnen der Mülheim Shamrocks freiwillig in die DBL2 abstiegen, womit ein weiterer Platz in der Gruppe Süd der DBL aufgefüllt werden musste.
Bereits in ihrer ersten Saison 2016 in der 1. Bundesliga wurde deutlich, dass das dortige Niveau für die Sisters zu hoch war. Mit nur 13 erzielten Punkten und keinem gewonnenen Spiel wurden sie wie im Vorjahr in der DBL2 Gruppenletzte, womit sie direkt wieder den Abstieg in die DBL2 antraten.
Die Saison 2017 bedeutete für die Sisters erstmals eine durchschnittliche Spielleistung in einer doppelt so großen Liga wie bei ihrer letzten Teilnahme, was mit dem neu eingeführten Viertelfinale eine weitere Play-off-Runde bedeutete. Auch wenn die Sisters nur die Hälfte ihrer Spiele gewinnen konnten, standen sie am Ende auf dem zweiten Gruppenplatz und konnten sich damit für die Play-offs qualifizieren. Bereits in der Viertelfinalrunde mussten sie sich allerdings den Wuppertal Greyhounds Ladies mit 20:34 geschlagen geben.
Mit der Saison 2018 kam der nächste deutliche Leistungsanstieg der Sisters seit 2013. Zunächst schafften sie es wieder ohne Niederlage ihre Gruppe zu gewinnen, was sie wie im Vorjahr in das Viertelfinale brachte. Dort schlugen sie deutlich mit 56:0 die Allgäu Comets Ladies; das anschließende Halbfinale gegen die Erlangen Sharks Ladies wurde ebenfalls deutlich mit 47:14 gewonnen. Als Gegnerinnen im Finale standen die Sisters den Cologne Ronin Ladies gegenüber. In einem zunächst sehr defense-lastigen Spiel fielen die ersten Punkte erst im letzten Viertel, wobei die Sisters die Oberhand behielten und mit 18:14 ihren zweiten Zweitligameistertitel gewinnen konnten. Außerdem vollzogen sie damit ihren ersten eigenverantwortlichen Aufstieg in DBL.
Anders als bei ihrer letzten Teilnahme in der DBL zeigten die Sisters in der Saison 2019, dass sie sich den Aufstieg verdient hatten. Mit nur einer Niederlage in der regulären Saison errangen sie zunächst den Südmeistertitel und bezwangen anschließend im Halbfinale die Hamburg Amazons mit 16:0. Im Ladiesbowl gastierten sie bei den Rekordmeisterinnen und Titelverteidigerinnen der Berlin Kobra Ladies. Zunächst konnten die Berlinerinnen deutlich zeigen, weshalb sie diese Errungenschaften haben und führten zum Anfang des letzten Viertels mit 26:3. Mit anschließend drei erzielten Touchdowns  schafften es die Sisters dennoch fast, das Spiel auf unerwartete Weise zu drehen. Mit einem Endstand von 26:24 für Berlin reichte es letztendlich allerdings doch nicht für den Titelmeistertitel. Aufseiten der Sisters wurde Wide Receiver Barbara Morell als MVP des Spiels ausgezeichnet.
Die beiden darauffolgenden Saisons 2020 und 2021 standen sehr unter dem Eindruck der COVID-19-Pandemie und fanden aufgrund der Bestimmungen zur Eindämmung dieser nicht statt.
Nach zweijähriger Pause wurde der Spielbetrieb der DBL mit der Saison 2022 wieder aufgenommen. Mit Blick auf den Saisonverlauf wirkt es so, als hätte es für die Sisters keine Unterbrechung gegeben: Erneut behielten sie in der regulären Saison eine weiße Weste und verteidigten ihren Titel als Südmeisterinnen. Anders als die Jahre zuvor verzichtete der AFVD auf die Durchführung von Play-offs, wodurch sich die Sisters direkt für den Ladiesbowl qualifizierten. Bereits zur Halbzeit führten die Sisters vor heimischer Kulisse mit 21:7 gegen die Hamburg Amazons und feierten am Ende mit 35:20 ihren ersten Deutschen Meistertitel.

## Verein

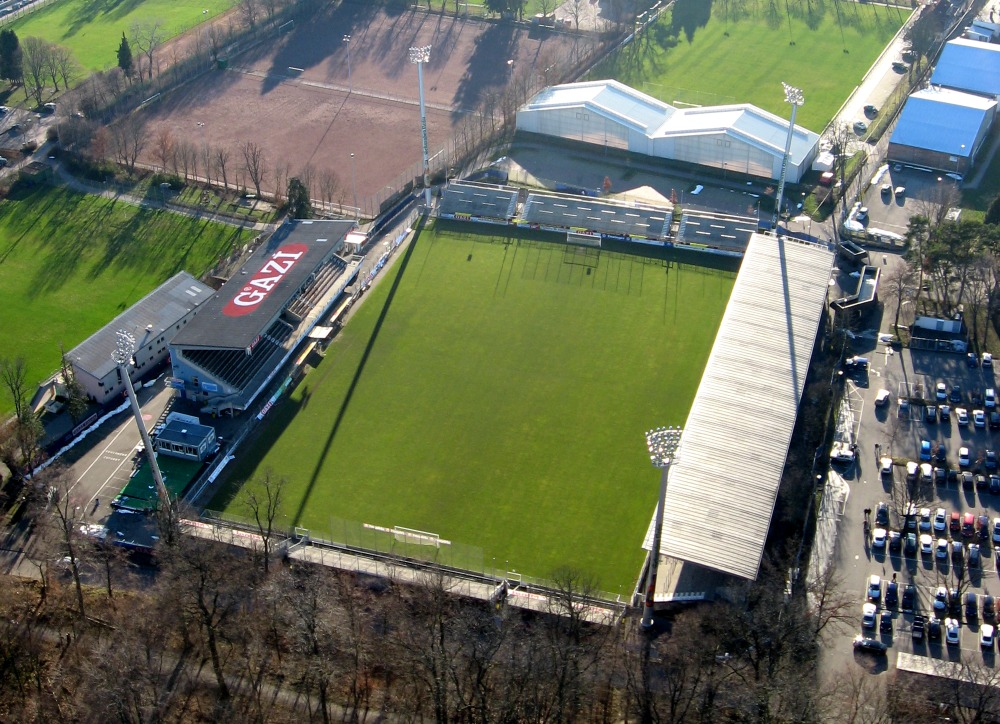
Das Gazi-Stadion

Von 1982 bis 1996 leitete Harold Kienitz den Verein, auf den Klaus Mecherlein († 28. März 2008), Rolf Pommer, Hans-Joachim Scherb und Kurt Paulus als Vorsitzende folgten. Im November 2008 übernahm Ute Zielke die Leitung des Vereins und hatte dieses Amt bis 2011 inne. 2011 übernahm der damals 24-jährige Markus Würtele das Ruder und führt den Verein bis ins Jahr 2017. Im September 2018 wurde Volker Lässing erster Vorsitzender des Vorstandes, ehe die Mitglieder im März 2021 Roland Pellegrino zum neuen Vorstandsvorsitzenden wählten.
1999 gründeten die Scorpions einen eigenen Verein, den ASC Stuttgart Scorpions, um die Unabhängigkeit von anderen Sportvereinen zu erhalten.
Die Stuttgart Scorpions sind für ihre ambitionierte Jugendarbeit bekannt. Die Scorpions-Jugend gehört daher seit langem zu den erfolgreichsten deutschen Jugendmannschaften und ist fünffacher deutscher Jugend-Vizemeister. 1988 gewann die Scorpions-Jugend mit ihrem damaligen Quarterback Patrick Faifr den Panda-Bowl (Turnier der besten sechs deutschen Jugendmannschaften) durch einen Final-Sieg gegen die Berlin Adler.
Neben der Förderung des Nachwuchses liegt der Fokus des Vereins mittlerweile auf der Damenmannschaft.

## Stadion

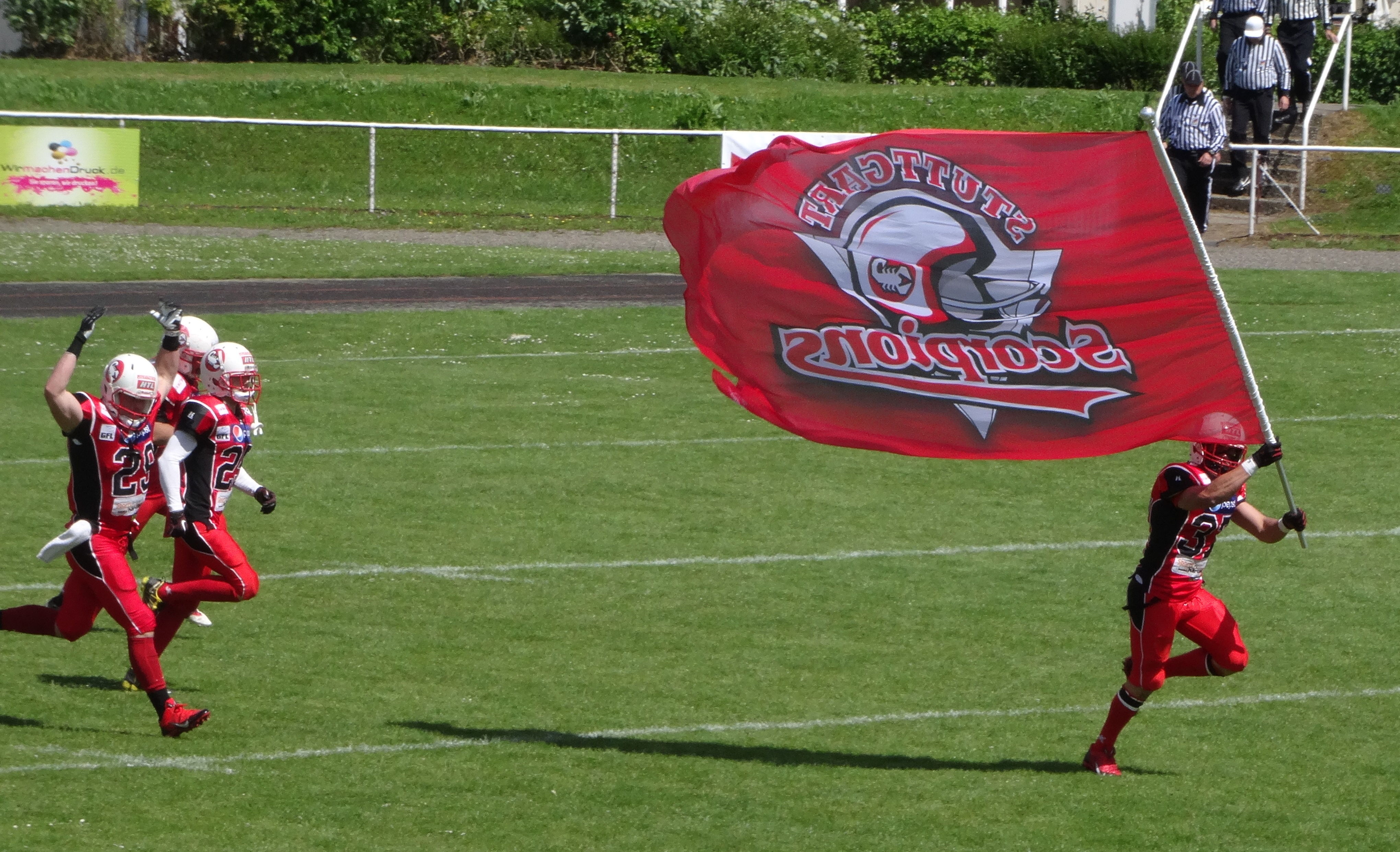
Gabriel Kalus läuft mit der Fahne der Scorpions vor seiner Mannschaft ins Eberhard-Bauer-Stadion ein

Die Stuttgart Scorpions tragen ihre Heimspiele auf dem tus 1 Platz in Stuttgart-Degerloch unterhalb des Fernsehturms aus. Der Platz verfügt über einen Kunstrasen inkl. Football-Markierungen.

## Titel

### Herren
- - 1990: Meister 2. Bundesliga-Süd
  - 1991: Meister 2. Bundesliga-Süd
  - 1998: Meister 1. Bundesliga-Süd (heute: GFL-Süd)
  - 2007: Meister GFL-Süd und Vizemeister GFL

### Frauen
- - 2019: Deutscher Vizemeister
  - 2022: Deutscher Meister

### Jugend
- Junior Bowl
  - Vize: 1992, 1999, 2001, 2007, 2008
- GFLJ-Süd
  - Meister: 2008, 2018
- Gewinn des Panda-Bowl: 1988

## Teams im ASC Stuttgart Scorpions
- Stuttgart Scorpions Sisters, Damen-Football
- Stuttgart Scorpions, Herren-Tackle-Football
- Junior Scorpions, Jugend-Tackle-Football
- Flag Scorpions, Junior-Flag-Football
- Flag Pack, Senior-Flag-Football